# Hyalocoa diaphana
Hyalocoa diaphana là một loài bướm đêm thuộc phân họ Arctiinae, họ Erebidae.